# Gubacsipuszta
Gubacsipuszta Budapest egyik kertvárosi része a XX. kerületben.

## Fekvése
Határai: Nagykőrösi út a Magyar utcától – Szentlőrinci út – Köves út – Virág Benedek utca – Átlós utca – Vécsey utca – Magyar utca a Nagykőrösi útig. Gubacsipuszta területén fekszik az Újtelepi-parkerdő is és a hozzátartozó Kakasdomb és az ott folyó patak is. Területe körülbelül 4,11 négyzetkilométer.

## Fontosabb látnivalók

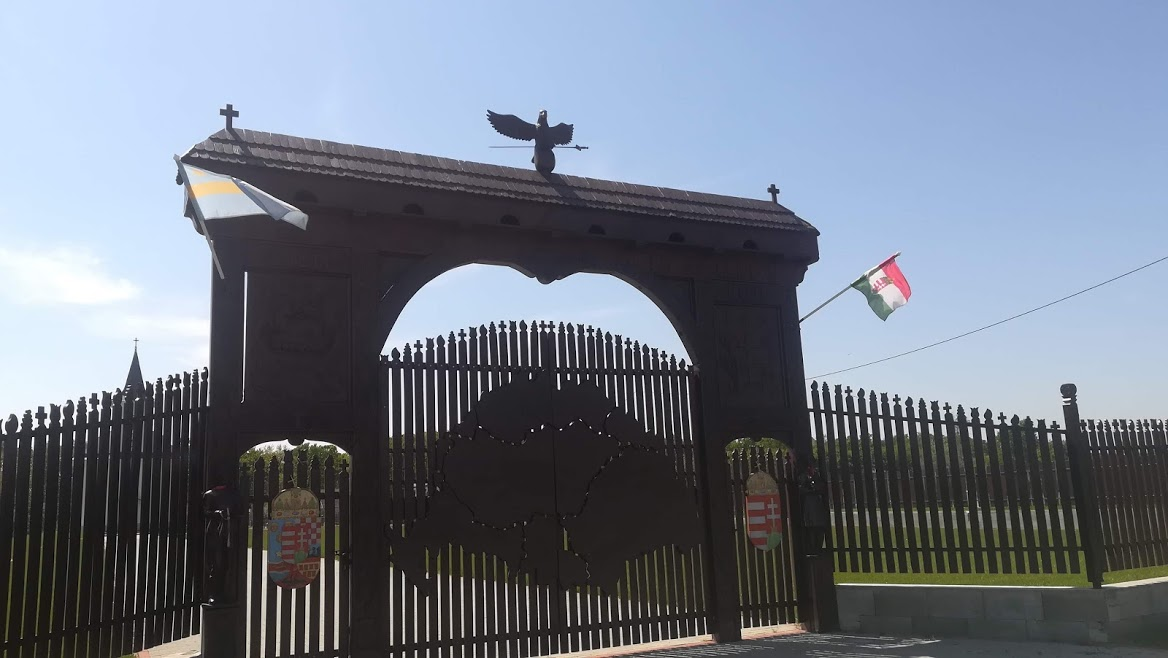
Gubacsipusztán impozáns székelykapu áll egy templom előtt.

A környéken fontosabb látnivalók, élményhelyszínek például az Újtelepi parkerdő, Hunyadi János tér, Mátyás Király tér, Pesterzsébet lovarda, Kakas domb, Fitt-park , Szent Anna templom valamint a helyi éttermek is.

## Története
A középkorban itt állt „Gubacs” nevű falut Aba nembeli Péter ispán a Százdi apátságnak adományozta (Százdi monostor alapító okmánya) . Nevét a 15. században is említik. A 18. században a Grassalkovich-birtokokhoz tartozott. A 19. század utolsó harmadában kezdett benépesülni a környék. A középkori templom és néhány épület alapjait 1935-ben ásták ki.